# アスヒロ
アスヒロ（1980年12月6日 - ）は、日本の漫画家、イラストレーター。男性。
主にコアマガジン発行の成人向け漫画雑誌で活動するほか、同人サークル「ハンサム兄貴」で活動も行っている。

## 作風・人物
描く女性はふくよかで陰毛が濃密であることが多い。また眼鏡と巨乳好きを公言しており、登場するヒロインの殆どが巨乳である。

## 作品リスト

### 単行本
1. 『愛がいっぱい エロはおっぱい』 （2010年2月18日発売[2]、コアマガジン〈メガストアコミックス248〉、ISBN 978-4-86252-788-2）
  - 君の声が好き （コミックメガストアH 2009年4月号）
  - Oh!嬢様 （コミックメガストアH 2009年8月号）
  - 花火の夜に君と （コミックメガストアH 2009年10月号）
  - 年上のこんなひと （コミックメガストアH 2008年9月号）
  - つくもつきっ! （コミックメガストアH 2009年2月号）
  - 男と女の事情 （コミックメガストアH 2008年12月号）
  - サイカイ （コミックメガストア 2008年5月号）
  - おちかづき （コミックメガストア 2007年7月号）
  - 僕が病気で彼女がアレで （コミックメガストア 2008年2月号）
2. 『恋色おっぱい』 （2013年2月19日発売[2]、コアマガジン〈メガストアコミックス366〉、ISBN 978-4-86436-446-1）
  - 綾乃さんの元気になるテレビ （コミックメガストア 2012年12月号）
  - 新婚スィーツ （コミックメガストア 2012年4月号）
  - 見付けてシークレット （コミックメガストア 2012年11月号）
  - 肉食系カノジョ （コミックメガストア 2012年7月号）
  - 貧乏くじにも福がある （コミックメガストア 2011年4月号）
  - 家庭教師にゃ○○がある （コミックメガストア 2010年11月号）
  - デートの達人 （コミックメガストア 2010年8月号）
  - こっちを向いて笑ってよ （コミックメガストアH 2010年3月号）
  - イケナイことしたい? （コミックメガストアH 2009年12月号）
3. 『恋花えっちーず』 （2015年4月18日発売[2]、コアマガジン〈メガストアコミックス442〉、ISBN 978-4-86436-760-8）
  - 告白 （コミックメガストアα 2014年3月号）
  - Let'sこすぷれーしょん （コミックメガストアα 2015年1月号）
  - アンバランスな君に恋して （コミックメガストアα 2014年11月号）
  - 強引すえぜん計画 （コミックメガストアα 2014年5月号）
  - ボクらにだけは別の顔 （コミックメガストアα 2014年8月号）
  - ぽちゃってハニー （コミックメガストア 2013年4月号）
  - イタカノ （コミックメガストアα 2013年9月号）
  - アフターアイドル （コミックメガストアα 2013年12月号） ※雑誌掲載時のタイトルは「わかばシステム」。
  - 夢は三食昼寝付き。 （コミックメガストアH 2009年6月号）
4. 『柔肉少女ラブポルノ』 （2017年6月19日発売[2]、コアマガジン〈メガストアコミックス508〉、ISBN 978-4-86653-051-2）
  - 快楽美少女 1
  - TDKF47
  - 快楽美少女 2
  - 二人の時間（仮） （コミックホットミルク 2016年6月号）
  - ビキニトラップ!! （コミックホットミルク 2016年10月号）
  - ボクらの失敗 （コミックメガストアα 2015年11月号）
  - 全部、キミのせいだ （コミックホットミルク 2016年4月号）
  - いつのまにか （コミックホットミルク 2016年8月号）
  - 狛木惟は止まれない （コミックホットミルク 2016年2月号）
  - 委員長の卒業
  - セミの思い出 （コミックホットミルク 2017年2月号）
  - ほどいて×しばって （コミックメガストアα 2015年7月号）
  - After Days
5. 『キミの好みに』 （2022年2月19日発売[3]、コアマガジン〈メガストアコミックス679〉、ISBN 978-4-86653-582-1）
  - キミの好みに
  - キミの好みに こいめ!!
  - バレンタインに勇気を添えて
  - 解説1
  - ファースト・コンタクト
  - 先生のおへや
  - ラブチャンスは突然に
  - 解説2
  - 岡谷さんは柔らかい
  - シュラバ明け…
  - 猫心あれば恋心

### 単行本（電子書籍）
1. 『凌辱時代』 （2015年10月1日発売[4]、コアマガジン〈MEGASTORE WEB COMICS〉）
  - 教師失格 （コミックメガストア 2005年12月号）
  - 先輩と秘め事 （コミックメガストア 2006年1月号）
  - 兄の変質 （コミックメガストア 2006年3月号）
  - 過激戦隊ノチョット （コミックメガストア 2006年7月号）
  - 委員長の卒業 （コミックメガストアα 2015年6月号）

### 参加アンソロジー
※いずれも電子書籍のみ。
- 『コアコレ パイズリCollection』 （2016年4月20日発売[5]、コアマガジン） - 表紙イラスト、「こっちを向いて笑ってよ」
- 『コアコレ ロストバージンCollection』 （2016年9月20日発売[6]、コアマガジン） - 「告白」

### スマートフォン向け配信
- カテキョノ罠 （2016年11月25日配信[7]、もえまん、全2話） ※「ハンサム兄貴」名義。

### 単行本未収録
- コン活期 （コミックホットミルク 2014年1月号）[8]

### その他
- コミックホットミルク 2015年10月号 （「快楽美少女図鑑」イラスト）[9]
- コミックホットミルク 2016年12月号 （「TDFK47」イラスト）[10]